# アンソニー・スミス (ディフェンシブエンド)
アンソニー・スミス（Anthony Smith 1967年6月28日- ）はノースカロライナ州エリザベスシティ出身のアメリカンフットボール選手。

## 経歴
アラバマ大学で3シーズン、アリゾナ大学で1シーズンプレーした後、1990年のNFLドラフト1巡全体11位で指名された。
1991年から1997年まで7シーズン、レイダースで98試合に出場（49試合先発出場）、プレーし57.5サックをあげた。パスラッシュ要員として、1991年から1993年までは3年連続で2桁サックをあげた。1994年に先発選手となったが成績は下降、1994年から1997年までの平均サック数は6.5に減少した。1997年に現役を引退している。
2011年3月4日、カリフォルニア州南部で2008年に射殺された男性の殺人に関与した疑いで他の男2人と共に逮捕、起訴された。
さらに2012年、1999年11月に殺された男性2人、2001年6月に殺された男性1人の事件に対しても殺人容疑で起訴された。これら3人の被害者は拷問を受けた可能性があると報道されており、有罪となった場合、死刑となる可能性がある。

## 私生活
1995年に交際わずか1ヶ月で、カナダ出身のシンガー、バニティーと結婚したが、1996年に離婚している。